# Víctor María Concas
Víctor María Concas y Palau (Barcelona, 1845-Baños de Montemayor, 1916) fue un militar, marino, escritor y político español.

## Servicio en la Armada
Nacido el 12 de noviembre de 1845 en Barcelona, ingresó en el Colegio Naval en 12 de julio de 1860, y cuando aún era guardiamarina asistió a la guerra del Pacífico como parte de la Escuadra de Méndez Núñez, donde participó en el bombardeo de Valparaíso en (1866) y fue hecho prisionero a bordo de la goleta Covadonga en el combate naval de Papudo, acción en la que resultó herido.
Más tarde, participó en varios desembarcos que se hicieron contra los insurrectos en Cuba. Como segundo comandante de la corbeta Santa Lucía, naufragó en los mares de China en 1874. 

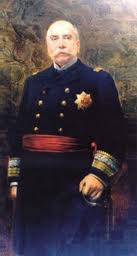
Retrato de Víctor María Concas

Hizo la campaña de Joló y tomó parte en el asalto a la fortaleza de Maidung en Filipinas, por cuya acción fue recompensado en el grado de comandante de infantería de marina. Mandó la corbeta Nautilus, buque escuela de la Armada Española. 
Con una reproducción de la Nao Santa María, navegando sin escolta y a vela, navegó hasta Nueva York a la gran Revista Naval de 1893.
Antes de que pudiera profetizarse sobre seguro la guerra hispano-estadounidense, dio en el Ateneo de Madrid una conferencia acerca de los Estados Unidos, que levantó gran polvareda y produjo una reclamación por parte del gobierno de los Estados Unidos y se opuso a la aceptación por la Armada española del submarino de Isaac Peral.
Como jefe del Estado Mayor del almirante Cervera y al mando del crucero Infanta María Teresa, participó en la batalla naval de Santiago de Cuba, recibiendo una contusión por cascote de matralla. Junto con todos los mandos de la escuadra, fue sometido a consejo de guerra, en el cual, al igual que todos ellos, salió exonerado. 
La publicación de su libro La escuadra del Almirante Cervera le costó un nuevo consejo de guerra por sus fuertes críticas a la ineficiencia de los políticos de la época.

## Político
En su carrera política, fue elegido senador en la legislatura 1905-1907 por la provincia de Tarragona y por las islas Baleares en la legislatura 1907-1908, recibió el nombramiento de senador vitalicio en la legislatura 1908-1909.
Fue Ministro de Marina desde el 4 de diciembre de 1905 hasta el 6 de julio de 1906 y desde el 21 de octubre de 1909 hasta el 9 de febrero de 1910, y Consejero de Estado. También fue nombrado árbitro director en el litigio por el Canal de Panamá entre los Estados Unidos y Panamá.
Falleció el 26 de septiembre en Baños de Montemayor, en la provincia de Cáceres,y fue inhumado el 11 de julio de 1927 en el Panteón de Marinos Ilustres, en la localidad gaditana de San Fernando.

## Ascensos
- Guardia Marina de 2ª: 1861.
- Guardia Marina de 1ª: 1864.
- Alférez de Navío: 1866.
- Teniente de Navío de 2ª: 1870.
- Teniente de Navío de 1ª : 1879.
- Capitán de Fragata: 1887.
- Capitán de Navío: 1895.
- Capitán de Navío de 1ª: 1904.
- Contralmirante: 1910.
- Vicealmirante: 1912.

## Libros
Escribió, entre otros, los siguientes libros:
- El combate naval del Papudo. Madrid: Imprenta del Ministerio de Marina. 1896.
- Causa instruida por la destrucción de la escuadra de Filipinas y entrega del arsenal de Cavite. Madrid: Sucesores de Rivadeneyra. 1899.
- La escuadra del Almirante Cervera. 1901.
- Colón y su obra. 1914.
- La nao histórica Santa María en la celebración del IV centenario del descubrimiento de América. 1893.
- El proyecto de escuadra: Al Senado. 1914.